# Šalgovce
Šalgovce este o comună slovacă, aflată în districtul Topoľčany din regiunea Nitra. Localitatea se află la altitudinea de 255 m deasupra n.m., se întinde pe o suprafață de 8,99 km2 și în 2017 număra 514 locuitori.

## Istoric
Localitatea Šalgovce este atestată documentar din 1275.

## Demografie
| An:                | 1994 | 2004   | 2014   | 2024   |
| ------------------ | ---- | ------ | ------ | ------ |
| Număr de persoane: | 515  | 514    | 516    | 470    |
| Diferență:         |      | −0,19% | +0,38% | −8,91% |

| An:                | 2023 | 2024   |
| ------------------ | ---- | ------ |
| Număr de persoane: | 483  | 470    |
| Diferență:         |      | −2,69% |